# Johannes Adolf Bentinck
Johannes Adolf (Hans) baron Bentinck (Djokjakarta, 13 mei 1916 - Den Haag, 20 januari 2000) was Engelandvaarder. Hij werd gepensioneerd als generaal-majoor der infanterie.
Hans Bentinck was de oudste zoon van Johannes Adolf baron Bentinck (1890-1953), die employé was van de tabaks- en indigo-onderneming Kebon Aroem van de Klatense Cultuurmaatschappij op Midden-Java. Zijn moeder was Elizabeth Petronella Johanna van der Velden (1889-1964).

## Gevangen
Toen de Tweede Wereldoorlog uitbrak, was hij 2e luitenant infanterie. Hij wilde met zijn commando naar Engeland oversteken. Onder de 80 mannen waren veel Scheveningers. Hij vroeg toestemming aan zijn superieuren, maar die verboden het en hij kreeg een baan bij het Rijksbureau voor Papier. In mei 1942 moesten alle beroepsofficieren zich in Breda melden. Van de bezetter kregen ze een retourtje, dus hij nam geen bagage mee, maar het bleek een enkele reis te worden. Het gebouw van de KMA werd omsingeld en de officieren moesten naar het station lopen, waar de trein klaar stond om hen naar Neurenberg-Langwasser te brengen. Na zes weken werden ze naar Kamp Stanislau gebracht. De reis duurde zes dagen. In het kamp verbrak Bentinck de verveling door te gaan hardlopen en door als HBS'er latijn te gaan studeren.

## Ontsnapping
In januari 1944 kwamen de Russen te dichtbij en op 10, 11 en 12 januari werden de krijgsgevangen officieren overgebracht naar Kamp Neubrandenburg in Mecklenburg, Duitsland. De 2000 gevangenen werden in drie groepen verdeeld, Bentinck reisde op 11 januari.
Geert Bijl de Vroe had als hobby houtbewerken, en kreeg in Stanislau overdag gereedschap. Daarvan gaf hij 's avonds niet altijd alles terug, soms had hij een ijzerzaag 'gebroken', die hij dan in de voering van zijn laars mee naar buiten kon smokkelen. Toen ze eenmaal in de trein zaten kon hij een opening in de wand zagen. Zo konden veel officieren naar buiten springen. Zo ontsnapte Bentinck uit de trein met drie vrienden: Bijl de Vroe, Brackel en Kranenburg. In totaal werden 150 gevangenen na de reis vermist. De Duitsers kregen opdracht de ontsnapten op te speuren, de opdracht kreeg de naam 'Stufe Drei'.
Kort na zijn ontsnapping kwam hij Leen Kranenburg tegen, en samen vervolgden ze hun tocht. Bij een boerderij kregen ze eten en onderdak. Na drie dagen werden ze daar opgepakt, niet door Duitsers maar door Oekraïense partizanen. Er werd aan ze gevraagd om mee te vechten, maar Bentinck en Kranenburg wilden naar Londen. Oekraïense gidsen brachten hen naar de Hongaarse grens.

#### Namen
De groep van vier die als tweede groep op 11 januari 1944 uit de trein ontsnapten en allen Hongarije zouden bereiken:
- F.J.G. Brackel (1914-2007), 2e luitenant artillerie KL
- L.A.D. Kranenburg (1916-1999), 2e luitenant infanterie KL (later generaal-majoor Infanterie)
- J.A. baron Bentinck (1916-2000), 2e luitenant infanterie KL
- G.C. Bijl de Vroe (1914-1988), 2e luitenant infanterie KL

## Hongarije
Op 20 januari werd hun groep door Oekraïense partizanen samengebracht met een andere groep ontsnapten, die onder leiding stonden van Edward van Hootegem. De groep van tien bereikte op 27 januari de Hongaarse grens. Om niet op te vallen splitsten ze zich na de grens in groepjes van twee. Toch werden ze door bergpatrouilles opgevangen en naar een hotel in Toronya gebracht. De volgende dag werden ze te voet overgebracht naar een strafcel in Ökörmező. Op 29 januari werden ze per trein via Boedapest naar een Frans interneringskamp in Balatonboglár aan het Balatonmeer gebracht. Daar was kolonel Stephen(István) Ujszászy Commandant. Veel gedetineerden mochten vrij rondlopen, al moesten ze zich regelmatig melden.

#### Boedapest
Bentinck wilde nog steeds naar Boedapest, hetgeen werd toegestaan toen Philips garant voor hem wilde staan. Zo kwamen ze in contact met Lolle Smit, directeur-generaal van Philips in de Balkan. Ze kregen geld en betere kleding. Inmiddels waren de Duitsers Hongarije binnengedrongen voor de definitieve oplossing van het Jodenvraagstuk. Samen met de andere Nederlanders ging Bentinck in het verzet. Met Bijl de Vroe en Pückel, die al eerder uit het kamp was ontsnapt, maakt hij valse identiteitsbewijzen voor onderduikers.
Met Geert Bijl de Vroe en een Hongaar probeerde hij in september 1944 naar Boekarest te ontsnappen, maar ze werden bij een tramhalte aangehouden. Ze werden overgebracht naar de gevangenis van Nagyvárad, waar alleen de gids werd verhoord. Na enkele dagen werd hij en De Vroe onverwacht vrijgelaten.
Na terugkomst in Boedapest, bereidde hij met majoor Domokos Hadnagy en eerste lieutenant Árpád Topeczer, twee Hongaarse luchtmachtofficieren. zijn vlucht voor, voordat de Russen de stad zouden bereiken. De plannen werden bemoeilijkt omdat Hadnagy, de beoogde piloot, ook zijn vrouw, hun peuter en de Hongaarse diplomaat dr. Géza Soos wilde meenemen. Het gezelschap, gekleed in Hongaarse uniforms en met het meisje in een rugzak, vertrok naar de legerbasis in Pápa, die in Duitse handen was. Op 9 december 1944 om 9 uur stapten ze met de Hongaarse boordmechanicus István Rakovics aan boord van een Heinkel He 111, die ze op de Duitsers buitmaakten. Via Joegoslavië en de Adriatische Zee vlogen ze naar Italië. Bij binnenkomst van het Italiaanse luchtruim werden ze onderschept door een Amerikaans vliegtuig dat hen begeleidde naar een geallieerd vliegveld bij Foggia. Na een korte internering in Italië, kwam Bentinck op 15 maart 1945 aan in Liverpool aan boord van de RMS Britannic III.
Bentinck trouwde in 1939 en kreeg een zoon in 1940. Deze Udo Bentinck werd vicepresident van de rechtbank in Amsterdam. Na de oorlog volgde een echtscheiding. Beiden hertrouwden. Zijn tweede huwelijk schonk hem nog een zoon en een tweeling dochters. Hij ging op 1 januari 1975 met pensioen.

## Onderscheidingen
- Ridder in de Orde van de Nederlandsche Leeuw[6]
- Officier in de Orde van Oranje Nassau[6]
- Bronzen Kruis, uitgereikt in Bandoeng door generaal-majoor H.J.J.W. Dürst Britt op 30 april 1948[6][7]
- Ereteken voor Orde en Vrede
- Oorlogsherinneringskruis[6]
- Onderscheidingsteken voor Langdurige Dienst als officier
- Huwelijksmedaille 1937
- Kruis voor betoonde marsvaardigheid